# اولو لانیارو
اولو لانیارو (استونیایی: Olev Laanjärv; ۱۱ مارس ۱۹۴۲ – ۲۸ فوریهٔ ۲۰۰۷) سیاستمدار و وکیل اهل استونی بود. وی از سال ۱۹۹۰ تا ۱۹۹۲ وزیر کشور استونی بوده.